# بي إف. سلون
بي إف. سلون (بالإنجليزية: P. F. Sloan)‏ هو مغن مؤلف وعازف قيثارة وكاتب أغاني وموسيقي أمريكي، ولد في 18 سبتمبر 1945 في نيويورك في الولايات المتحدة، وتوفي في 15 نوفمبر 2015 في لوس أنجلوس في الولايات المتحدة بسبب سرطان.

## وصلات خارجية
- الموقع الرسمي
- بي إف. سلون على موقع IMDb (الإنجليزية)
- بي إف. سلون على موقع ميوزك برينز (الإنجليزية)
- بي إف. سلون على موقع أول ميوزيك (الإنجليزية)
- بي إف. سلون على موقع ديسكوغز (الإنجليزية)
- بي إف. سلون على موقع قاعدة بيانات الفيلم (الإنجليزية)